# 鹿児停留場
鹿児停留場（かこていりゅうじょう）は、高知県高知市大津にあるとさでん交通後免線の路面電車停留場。

## 歴史
鹿児停留場は1910年（明治43年）10月、後免線の葛島橋西詰停留場から鹿児までの区間が開通した際に設けられた。当時の路線ははりまや橋方面から鹿児までで、ここから先、後免町方面に路線が通じるのは2か月後の同年12月。この時は大津停留場（廃止、領石通停留場を参照）までの区間が開通した。
停留場はその後1943年（昭和18年）に一度休止されるが、のちに復活している。

### 年表
- 1910年（明治43年）
  - 10月15日：葛島橋西詰から当停留場までの区間が開通、土佐電気鉄道の停留場として開業[1][2]。
  - 12月4日：当停留場から大津までの開通に伴い中間駅となる[1]。
- 1943年（昭和18年）1月16日：休止[1][2]。
- 1949年（昭和24年）2月22日：再開[2]。復活認可日を1951年8月23日とする資料もある[1]。
- 1997年（平成9年）：後免町方面の乗り場にホームを設置[3]。
- 2014年（平成26年）10月1日：土佐電気鉄道が高知県交通・土佐電ドリームサービスと経営統合し、とさでん交通が発足[4]。とさでん交通の停留場となる。

## 停留場構造
ホームは2面あり、2本の線路を挟んで向かい合わせになっている（相対式ホーム）。線路の北側にあるのが後免町方面行き、南にあるのがはりまや橋方面行きのホーム。後免町方面の安全地帯は1997年に設置されたものである。

## 停留場周辺
「鹿児」は『土佐日記』にも登場する地名で、本来は「水夫」と表記していたとされる。停留場の北側には高知城東病院、隣の田辺島通停留場との間には鹿児神社があり、後免線の軌道は神社の鳥居前を通り抜ける。
- 高知市立大津中学校
- 法照寺
- 舟入川
- 国道195号
- 国道32号
- ヤマダデンキ家電住まいる館YAMADA高知本店

## 隣の停留場
とさでん交通
後免線
舟戸停留場 - 鹿児停留場 - 田辺島通停留場